# Stéphanie Łazarska
Stéphanie Łazarska, née à Varsovie le 10 avril 1887 et morte à Paris en 1977, est une artiste-peintre et plasticienne polonaise.

## Biographie

### Famille
Stefania Krautler est la fille de Bronisława Kirnstein et Théodore Krautler.
Elle épouse en 1914 Thadée Łazarski, chimiste de profession.
Elle obtient la naturalisation française en 1925.

### Formation
Stéphanie Łazarska étudie la philosophie à l'université Jagellonne de Cracovie puis apprend à peindre à l'École des beaux-arts pour femmes de Maria Niedzielska (pl). Elle émigre à Paris en 1911 pour entrer aux Beaux-Arts sous la direction de Ferdinand Humbert puis étudie à l’académie Ranson.

### Carrière de peintre
Stéphanie Krautler expose au Salon des artistes décorateurs en 1913. 
Elle présente ses œuvres au Salon d'Automne et au Salon des Tuileries. 

### Créatrice de poupées
Au commencement de la Première Guerre mondiale, Maria Mickiewicz lui propose de concevoir des poupées dans les costumes du folklore polonais, ceci dans le but d'être revendues et aider ainsi les Polonais issus de l'émigration présents à Paris. Ceux-ci étant apatrides puisque les empire allemand, austro-hongrois et russe s'emparent de la Pologne au début de la guerre. 
Elles créent un atelier avec une vingtaine d'artistes polonais réfugiés adhérant à l'Association Artistique Polonaise (AAP, 60 Rue Gay-Lussac, Paris). Stéphanie Łazarska crée la première poupée à partir de pièces de tissus de ses vêtements selon la méthode d'Ida Gutsell,. On dénombre les artistes suivants dans son atelier : Feliks Antoniak (pl), Bolesław Bałzukiewicz (de), Maria Brodzka, Henri Kossowski, Chaim Jacob Lipchitz et des peintres tels que Konstanty Brandel, Tadeusz J. Makowski, Zofia Piramowicz, Nina Alexandrowicz, Henriette Brossin de Polanska, Lilla Ciechanowska (pl), Edward Czerwiński, Zofia Romer (en), Fryda Frankowska (pl), Czesław Zawadziński, Henri Hayden, Felicja Kossowska, Stefan Kinderfreund, Sara Lipska, Wacław Oppman, Wacław Pająk, Jadwiga Piechowska-Ortis, Franciszek Rerutkiewicz (pl), et le poète Józef Ruffer (pl). Olga Boznańska est la première à acheter une poupée. La première vente se déroule le 21 décembre 1915 chez Germaine Bongard,. 

Elle préside au renouveau de la poupée en se lançant dans la fabrication de poupées en tissu feutre ou en chiffon, simples et habillées avec goût, qui sont qualifiées de poupées d’art et sont présentées dans de nombreuses expositions. Face à l'intensité de l'activité, deux ateliers donnent naissance aux poupées de Lazarski (le premier au 17 de la Rue Boissonade et le second au 83 de la Rue du Faubourg-Saint-Honoré). 

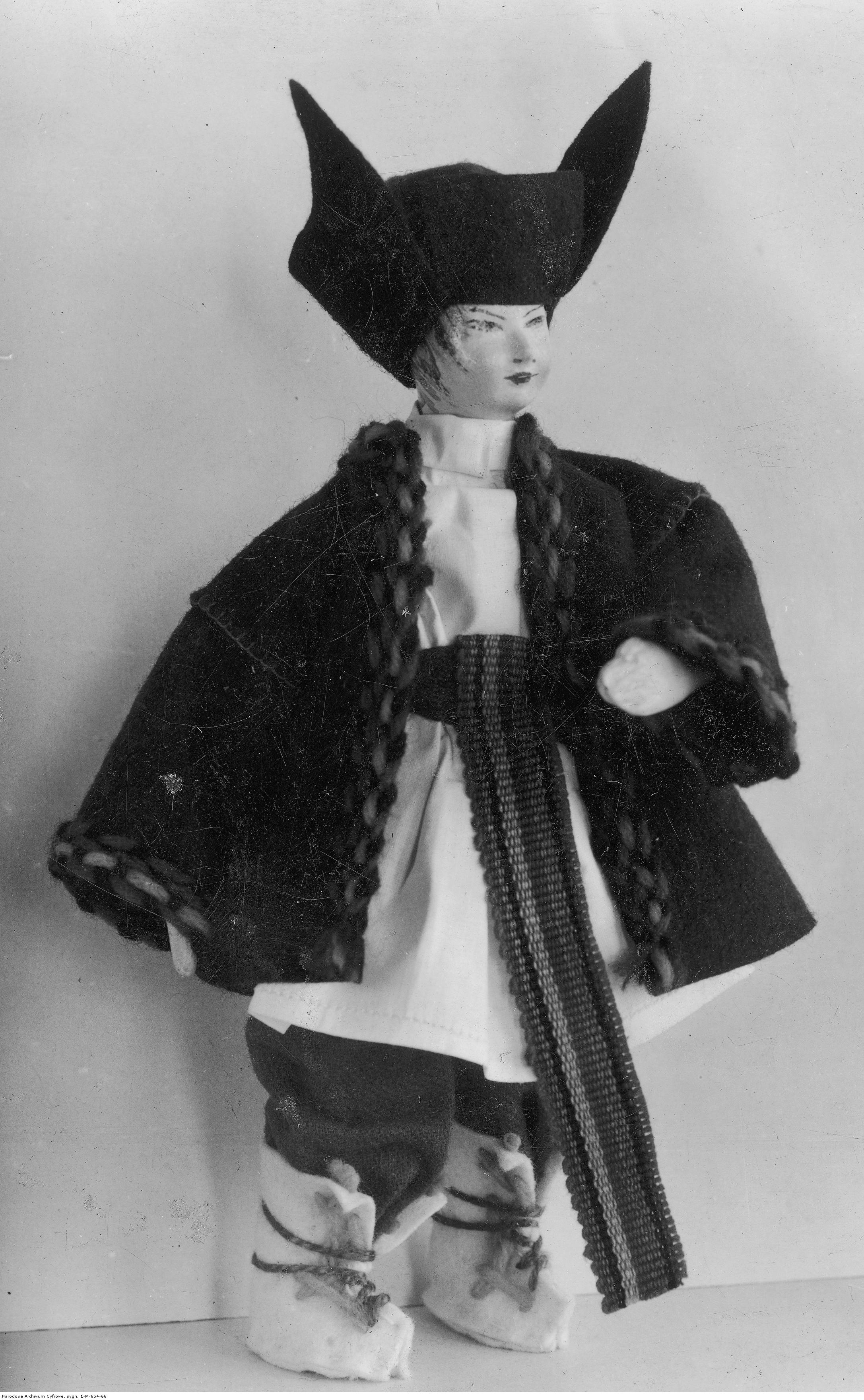
Une poupée en costume Houtsoule conçue par Stefania Łazarska pour le pavillon polonais de l'exposition universelle de New-York en 1939.

On lui doit également des poupées fétiches pour les as de l'aviation, et des marionnettes à destination des spectacles pour enfants.
La dernière exposition de Stefania Łazarska est pour le pavillon polonais de l'exposition universelle de New-York en 1939,.

### Décoratrice
Stéphanie Łazarska participe également aux décorations de la nursery du paquebot l'Île-de-France où elle utilise la technique du Batik sur bois.